# Rockaholic
Rockaholic ist das 2011 veröffentlichte achte Studioalbum der US-amerikanischen Hard-Rock-Band Warrant.

## Entstehung
Nachdem Warrant 2006 mit einem neuen Sänger, nämlich Jamie St. James von Black ’n Blue, und dem Album „Born Again“ einen Comebackversuch unternommen hatten, der gescheitert war, kehrte im Januar 2008 zunächst der Sänger der Originalbesetzung, Jani Lane, zur Band zurück, verließ sie jedoch schon im September desselben Jahres wieder. Als Ersatz wurde der Sänger Robert Mason verpflichtet, der zuvor bei Lynch Mob gesungen hatte.
Im Februar 2011 begab sich die Gruppe ins Studio, um unter der Regie von Musikproduzent Keith Olsen ihr nächstes Album aufzunehmen. Rockaholic erschien im Mai 2011.

## Rezeption
Das Album wurde von verschiedenen Medien und Magazinen unterschiedlich aufgenommen, die Kritiken waren durchwachsen. Das Fazit, das auf „stormbringer.at“ gezogen wird, bescheinigt der Band „solide Rockkost mit absoluter Airplay-Tauglichkeit“, kritisiert aber, dass die Band mit dem Album „bestimmt keine neuen Hörer aus den jüngeren Generationen gewinnen“ werde. Das Album firmiere „im Vergleich zu den knackigen letzten Scheiben ihrer Oldie-Kollegen Mötley Crüe oder Ratt […] aber eindeutig unter „ferner liefen“.“
Das Magazin Rocks schrieb unter der Überschrift „Eierfeier mit Erdung“:

„Mit neuem Frontmann klingen Warrant zunächst etwas ungewohnt. Trotzdem sticht die LP ihren Vorgänger ‚Born Again‘ konsequent aus: Der Partydurst der Achtziger ist noch lange nicht gestillt, gleichzeitig präsentieren sich die Mitvierziger [sic!] ihrem Alter entsprechend gereift und mit einem beachtlichen Substanzzuwachs in ihrer Musik. […] Und ‚Rockaholic‘ rockt. Dazu trägt auch Keith Olsens kernige Produktion bei, die das Quintett spürbar im Hier und Jetzt verortet, ohne seine Achtziger-Wurzeln zu kappen. Das blamable Cover kippt da völlig aus dem Rahmen. Die beste Warrant seit „Dog Eat Dog“. Ein paar Runden zum Warmwerden sollte man ihr allerdings zugestehen […]“

Rockaholic stieg in der Woche seiner Veröffentlichung auf Platz 22 der Billboard-Hardrock-Album-Charts ein

## Titelliste
1. Sex Ain't Love – Dixon, Mason, Turner –  3:57
2. Innocence Gone –  Dixon, Mason –  3:40
3. Snake –  Mason –  3:44
4. Dusty's Revenge –  Dixon, Mason, Turner – 4:26
5. Home –  Mason – 3:27
6. What Love Can Do – Dixon – 4:19
7. Life's A Song – Dixon – 4:09
8. Show Must Go On –  Dixon, Mason – 2:48
9. Cocaine Freight Train –  Dixon, Mason – 2:57
10. Found Forever –  Mason – 4:14
11. Candy Man – Dixon, Turner – 4:04
12. Sunshine –  Dixon, Duncan, Mason – 3:53
13. Tears In The City – Dixon – 3:34
14. The Last Straw – Dixon, Mason – 4:12